# 2009 في المغرب
فيما يلي قوائم الأحداث التي وقعت خلال عام 2009 في المغرب.

## احداث
- 22 يناير 2009: وافق الملك محمد السادس، على اقتراحات مرفوعة من قبل وزير الداخلية بإحداث عمالات وأقاليم جديدة بكل من وزان وسيدي سليمان وجرسيف والدريوش وبرشيد وسيدي بنور واليوسفية والرحامنة والفقيه بنصالح وميدلت وتنغير وسيدي إفني وطرفاية.
- فبراير 2009: فيضانات وسط وشمال المغرب تودي بحياة 22 شخصا وتدمر ممتلكات [1]
- 17 فبراير 2009: اعتقال ومحاكمة الناشط الحقوقي والجمعوي شكيب الخياري.
- في مارس من العام 2009 قطع المغرب علاقاته مع إيران وذلك على خلفية تداعيات التصريحات الإيرانية المهددة لسيادة البحرين، وأعلنت وزارة الشؤون الخارجية والتعاون المغربية أن المملكة المغربية قررت قطع علاقاتها الدبلوماسية مع جمهورية إيران، ابتداء من يوم 6 مارس 2009، ثم عادت العلاقات مرة أخرى في خريف العام 2016.

### تعيين في المنصب
- 16 أبريل: انتخاب علي الفاسي الفهري بالإجماع رئيسا جديدا للجامعة الملكية المغربية لكرة القدم، وذلك خلال الجمع العام المنعقد بالرباط.
- 29 غشت: السيد علي الفاسي الفهري، رئيس الجامعة الملكية المغربية للعبة.
- 27 أبريل: إعادة انتخاب الصحافي المغربي بلعيد بوميد بالإجماع رئيسا لاتحاد الصحفيين الرياضيين الأفارقة وذلك خلال الجمع العام المنعقد بالدار البيضاء.
- 9 ماي: انتخاب إدريس الهلالي بالرباط، رئيس الجامعة الملكية المغربية للتايكواندو رئيسا لاتحاد البحر الأبيض المتوسط.
- 14 ماي: إعادة انتخاب محمد ابن زهير العبدي رئيسا للكونفدرالية الإفريقية للمصارعة لولاية ثالثة من أربع سنوات.
- 29 يوليوز: الملك محمد السادس يعين السيد منصف بلخياط وزيرا للشباب والرياضة خلفا للسيدة نوال المتوكل.
- 5 يونيو: انتخاب فيصل العرايشي، بالإجماع، رئيسا جديدا للجامعة الملكية المغربية لكرة المضرب خلال جمعها العام العادي المنعقد بالدار البيضاء، خلفا لمحمد امجيد الذي تولى رئاسة الجامعة لازيد من ثلاثة عقود.

### انتهاء فترة المنصب
- 29 يوليوز: الملك محمد السادس يعين السيد منصف بلخياط وزيرا للشباب والرياضة خلفا للسيدة نوال المتوكل.
- 20 مارس: إعفاء العداء العالمي السابق سعيد عويطة من مهامه كمدير تقني وطني للجامعة الملكية المغربية لألعاب القوى.
- 9 يوليوز: الجامعة الملكية المغربية لكرة القدم تقرر الانفصال بالتراضي عن المشرف العام للمنتخبات الوطنية الفرنسي روجي لومير.
- بعد سلسلة طويلة من الصراع الداخلي في اتحاد كتاب المغرب، في 24 أكتوبر 2009 قرر المكتب التنفيذي للاتحاد إقالة رئيسه السيد عبد الحميد عقار.[2] وتولى الكاتب عبد الرحيم العلام قيادة الاتحاد.[3]

## الرياضة
- من أبرز الأحداث التي ميزت سنة 2009 خروج المنتخب الوطني لكرة القدم بطريقة مهينة من التصفيات المزدوجة المؤهلة لنهائيات كأسي إفريقيا (أنغولا 2010) والعالم (جنوب إفريقيا 2010) مما شكل خيبة أمل مريرة لدى الأوساط الرياضية خاصة وأن الغياب هذه المرة سيكون مزدوجا على الواجهتين الإفريقية والعالمية.
- 4 يناير: فريق الوداد البيضاوي يتأهل إلى ربع نهاية مسابقة الدورة السادسة لدوري أبطال العرب لكرة القدم، عقب فوزه على ضيفه الاتحاد السوري 2-0 في مباراة الإياب بالدار البيضاء.
- 8 يناير: فريق الجيش الملكي يتعادل مع النادي الإفريقي التونسي (0-0) بملعب رادس بالعاصمة التونسية في ذهاب نهاية النسخة الأولى لكأس اتحاد شمال إفريقيا للأندية البطلة.
- 17 يناير: إعادة انتخاب رئيس الجامعة الملكية المغربية للتايكواندو إدريس الهلالي بالقاهرة نائبا لرئيس الاتحاد الإفريقي للعبة (منطقة شمال إفريقيا) لولاية ثانية.
- 18 يناير: ربيع الشاكي ونادية العلمي يفوزان بلقب البطولة الوطنية للتنس لموسم 2008-2009، التي احتضنتها ملاعب النادي الملكي لكرة المضرب بمراكش.
- 25 يناير: فريق الجيش الملكي ينهزم في المباراة النهائية إياب لكأس شمال إفريقيا لكرة القدم للأندية البطلة، أمام فريق النادي الإفريقي التونسي بالضربات الترجيحية (2-3) بفاس (0-0 في الذهاب).
- 25 يناير: الكيني ديفيد رونو يفوز بلقب الدورة 20 لماراطون مراكش الدولي.
- 31 يناير: فريق الجيش الملكي يكتسح ضيفه سبورتينغ برايا من الرأس الأخضر 6-1 بالرباط، برسم ذهاب الدور التمهيدي من كأس عصبة أبطال إفريقيا في كرة القدم.
- 1 فبراير: العداء المغربي عادل عناني يفوز بماراطون إويتا الياباني.
- 11 فبراير: تعادل المنتخب المغربي لكرة القدم مع نظيره التشيكي بدون أهداف في مباراة دولية ودية بملعب المركب الرياضي محمد الخامس بالدار البيضاء.
- 11 فبراير: المغرب ينهي منافسات ألعاب القوى ضمن الدورة الأولى لألعاب تجمع دول الساحل والصحراء بالنيجر، في المركز الأول برصيد 31 ميدالية (13 ذهبية و10 فضية و08 برونزية).
- 13 فبراير: تتويج المنتخب المغربي للشبان لكرة اليد بطلا للدورة الأولى لألعاب تجمع دول الساحل والصحراء بعاصمة النيجر نيامي.
- 13 فبراير: فريق الأولمبياد الخاص المغربي يحرز الميدالية الفضية في مسابقة الهوكي الأرضي ضمن دورة الألعاب العالمية الشتوية بولاية إيداهو الأمريكية.
- 14 فبراير: المنتخب المغربي لسباق الدراجات يحتل الرتبة الثالثة حسب الفرق في طواف مصر في شبه جزيرة سيناء.
- 14 فبراير: تأهل فريق الجيش الملكي، إلى الدور الأول لدوري عصبة أبطال إفريقيا في كرة القدم، رغم انهزامه أمام مضيفه سبورتينغ برايا من الرأس الأخضر بهدف للاشيء، في لقاء إياب الدور التمهيدي بملعب برزافيا بمدينة برايا بالرأس الأخضر.
- 14 مارس: تعادل فريق المغرب الفاسي مع قوافل قفصة التونسي 1-1 في مباراة ذهاب الدور الثاني من مسابقة كأس الكونفدرالية الإفريقية في كرة القدم بملعب المركب الرياضي بفاس.
- 20 مارس: إعفاء العداء العالمي السابق سعيد عويطة من مهامه كمدير تقني وطني للجامعة الملكية المغربية لألعاب القوى.
- 23 مارس: العداء جواد غريب يحل في المركز الثاني لنصف ماراثون لشبونة البرتغالي الدولي في دورته ال19 (59 د و59 ث).
- 28 مارس: المنتخب المغربي لكرة القدم ينهزم بالمركب الرياضي محمد الخامس بالدار البيضاء، أمام منتخب الغابون 1-2، في أول مباراة له ضمن الدور الثالث من الإقصائيات المؤهلة لنهائيات كأسي العالم وإفريقيا للأمم 2010 لكرة القدم (المجموعة الأولى).
- 4 أبريل: فريق الجيش الملكي يخرج من الدور الثاني لمنافسات عصبة أبطال إفريقيا لكرة القدم رغم تعادله مع فريق هيرتلاند النيجيري بهدف لمثله، في لقاء الإياب بالرباط.
- 5 أبريل: إقصاء فريق المغرب الرياضي الفاسي من دور سدس عشر نهاية كأس الكونفدرالية الإفريقية لكرة القدم، إثر هزيمته أمام قوافل قفصة التونسي 0-1 في مباراة الإياب بقفصة.
- 12 أبريل: تعادل فريق الوداد البيضاوي مع النادي الرياضي الصفاقسي 1-1 برسم ذهاب نصف نهاية النسخة السادسة لدوري أبطال العرب لكرة القدم بملعب الطيب المهيري بصفاقس.
- 12 أبريل: الإسباني خوان كارلوس فريرو يفوز بجائزة الحسن الثاني الكبرى للتنس بملاعب مركب الأمل بالدار رالبيضاء.
- 19 أبريل: فوز الكازاخستاني ألكسندر ديموفسكي بالدورة أل 22 لطواف المغرب للدراجات.
- 26 أبريل: العداء جواد غريب يحتل الصف الثالث في ماراطون لندن قاطعا مسافة 195ر42 كلم في ظرف 2 س و5 د و27 ث (رقم قياسي وطني جديد).
- 26 أبريل: تأهل فريق الوداد البيضاوي إلى المباراة النهائية للنسخة السادسة لدوري أبطال العرب لكرة القدم، عقب فوزه على ضيفه النادي الرياضي الصفاقسي التونسي 2-0 في مباراة إياب نصف النهاية بالمركب الرياضي محمد الخامس بالدار البيضاء.
- 2 ماي: فوز الأسبانية أنابيل ميديينا بلقب الدورة التاسعة للجائزة الكبرى لصاحبة السمو الملكي الأميرة للامريم بفاس.
- 9 ماي: انهزام فريق الوداد البيضاوي أمام ضيفه الترجي الرياضي التونسي بهدف للاشيء في المباراة التي جمعتهما بالمركب الرياضي محمد الخامس بالدار البيضاء، برسم ذهاب نهاية النسخة السادسة لدوري أبطال العرب لكرة القدم
- 10 ماي: المنتخب الوطني للإناث يحرز بالرباط لقب الدورة الثالثة لكأس البحر الأبيض المتوسط في رياضة التايكواندو برصيد ست ميداليات (4 ذهبية و2 فضية)، فيما حل منتخب الذكور ثانيا برصيد ست ميداليات أيضا (2 ذهبية و1 فضية و3 برونزية).
- 12 ماي: اختيار اللاعب الدولي المغربي مبارك بوصوفة أحسن لاعب كرة قدم إفريقي في البطولة البلجيكية وتسلمه «حذاء الأبنوس»، وهي الجائزة التي تمنح لأفضل لاعب كرة قدم من أصول إفريقية يمارس ببلجيكا.
- 27 ماي: المتسابق المغربي المهدي بناني يحقق أحسن توقيت خلال سباقي السيارات لفئة «المستقلين» ضمن منافسات الجائزة الكبرى لمدينة بو الفرنسية.
- 30 ماي: تتويج فريق الرجاء البيضاوي بطلا للمغرب لموسم 2008-2009 عقب فوزه على شباب المحمدية 1-0 بملعب البشير بالمحمدية برسم الدورة أل29 (ما قبل الأخيرة) من بطولة القسم الأول.
- 30 ماي: توقف مشوار فريق الاتحاد الزموري للخميسات في دور ثمن نهاية مسابقة كأس الكونفدرالية الإفريقية لكرة القدم، بعد خسارته أمام سطاد باماكو المالي 3-1 في مباراة الإياب بملعب موديبوكيتا بباماكو.
- 2 يونيو: اختيار الدولي المغربي مراون الشماخ، مهاجم فريق بوردو، الحائز على لقب بطولة فرنسا لكرة القدم، أحسن لاعب إفريقي يمارس في الدوري الفرنسية.
- 7 يونيو: تعادل المنتخب المغربي مع نظيره الكاميروني 0-0 بملعب أحمادو أحيدجو بياوندي، برسم الجولة الثانية الإقصائيات المزدوجة المؤهلة لنهائيات كأسي العالم وإفريقيا للأمم 2010 لكرة القدم (المجموعة الأولى).
- 20 يونيو: المنتخب المغربي يتعادل مع نظيره الطوغولي 0-0 بالرباط برسم الجولة الثالثة من الدور الثالث للإقصائيات المزدوجة المؤهلة لنهائيات كأسي العالم وإفريقيا للأمم 2010 لكرة القدم (المجموعة الأولى). (يتبع).
- 11 يوليوز: العداء أمين لعلو يحتل المركز الثاني في سباق 1500م، ضمن ملتقى روما الدولي لألعاب القوى، الذي يدخل ضمن منافسات العصبة الذهبية.
- 18 غشت: الاتحاد الدولي لألعاب القوى يستبعد العداء جمال الشطبي من السباق النهائي لمسافة 3000م موانع ضمن بطولة العالم ببرلين بسبب تعاطيه للمنشطات.
- 22 غشت: استبعاد العداءة مريم العلوي السلسولي في نهاية سباق 1500م، ضمن بطولة العالم لألعاب القوى ببرلين بسبب المنشطات.
- 6 شتنبر: المنتخب المغربي يتعادل مع نظيره الطوغولي 1-1 في المباراة التي أقيمت بينهما في لومي، ضمن الجولة الرابعة من تصفيات الدور الثالث والأخير المؤهلة لنهائيات كأسي إفريقيا والعالم في كرة القدم 2010 عن المجموعة الأولى.
- 10 أكتوبر: المنتخب الوطني لكرة القدم ينهزم أمام نظيره الغابوني 1-3 في المباراة التي جمعتهما بملعب عمر بونغو الأولمبي في ليبروفيل، ضمن الجولة الخامسة وما قبل الأخيرة من التصفيات المزوجة المؤهلة إلى نهائيات كأس إفريقيا للأمم ومونديال 2010 (المجموعة الأولى).
- 11 أكتوبر: العداء عبد الرحيم الكومري يحل في المركز الثاني لماراطون شيكاغو، بعد قطعه مسافة السباق (195ر42) كلم في زمن قدره 2س و6 د و4 ث.
- 27 أكتوبر: فريق الرجاء البيضاوي يتعادل مع وفاق سطيف الجزائري 1-1 بالدار البيضاء ضمن ذهاب نصف نهاية النسخة الثانية لكأس اتحاد شمال إفريقيا للأندية البطلة في كرة القدم.
- 1 نونبر: العداء جواد غريب يحتل المركز الثالث في ماراطون نيويورك الدولي، قاطعا مسافة السباق في زمن قدره 2 س و10 د و25 ث.
- 1 نونبر: الدراج عبد العاطي سعدون يفوز بالنسخة أل23 لطواف بوركينا فاسو لسباق الدراجات.
- 4 نونبر: محمد توري يحرز الميدالية الفضية لوزن 90 كلغ ضمن بطولة العالم لكمال الأجسام بالدوحة.
- 12 نونبر: لاعبة كرة المضرب فاطمة الزهراء العلامي تتوج بلقب كأس إفريقيا للأمم، إثر فوزها في المباراة النهائية فردي إناثا بالقاهرة على التونسية أنس جابر بجوليتن دون مقابل 6-0 و6-3 .
- 14 نونبر: انهزام المنتخب المغربي أمام نظيره الكاميروني 0-2 في المباراة التي أقيمت بينهما بفاس في إطار الجولة السادسة والأخيرة من منافسات المجموعة الأولى ضمن التصفيات المزدوجة المؤهلة إلى نهائيات كأس إفريقيا للأمم ومونديال 2010 .
- 18 نونبر: فريق الجيش الملكي يحرز كأس العرش لكرة القدم لموسم 2008-2009 عقب فوزه على الفتح الرباطي بالضربات الترجيحية 5-4 في المباراة النهائية (1-1 في الوقتين الأصلي والإضافي) التي ترأسها بالمجمع الرياضي الأمير مولاي عبد الله بالرباط صاحب السمو الملكي الأمير مولاي رشيد.
- 25 نونبر إقصاء فريق الجيش الملكي في دور نصف نهاية النسخة الثانية لكأس اتحاد شمال إفريقيا للأندية الفائزة بالكأس في كرة القدم إثر انهزامه أمام فريق الأهلي الليبي 0-1 في لقاء الإياب في مصراتة (0-0 ذهابا).
- 25 نونبر: إقصاء فريق الرجاء البيضاوي في دور نصف نهاية النسخة الثانية لكأس اتحاد شمال إفريقيا للأندية البطلة في كرة القدم إثر انهزامه أمام فريق وفاق سطيف الجزائري في مباراة الإياب 0-2 (1-1 ذهابا).
- 25 نونبر: الدراج عادل جلول يحرز لقب طواف رواندا الدولي لسباق الدراجات، بعد احتلاله المركز الأول في صدارة الترتيب العام النهائي.
- وشهدت سنة 2009 وفاة العديد من الوجوه الرياضية البارزة من بينها على الخصوص الدراج كندورة الأشهب واللاعب الدولي السابق بالمنتخب المغربي لكرة القدم إدريس جماد والعداء والرئيس الأسبق للجامعة الملكية المغربية لألعاب القوى عبد الرحمان المذكوري والمسير النموذجي لنادي الوداد عبد الرزاق مكوار.

## كتب
- صدر كتاب: تاريخ التلاعب بالامتحانات المهنية في المغرب.
- صدر كتاب: الأدب المغربي المعاصر، للدكتور محمد يحيى قاسمي.

## أفلام
- حجاب الحب (فيلم)
- نامبر وان (فيلم)
- بنت الشيخة (فيلم)

## موسيقى
- سنة 2009 أصدر دون بيغ ألبومه الثاني بعنوان “بيض أو كحل”.
- أسماء لمنور اصدرت ألبوم “شيء عادي”.

## جوائز
- 2009 فاز المغربي عبد السلام محمد شدادي، بـجائزة الملك فيصل العالمية في مجال الدراسات الإسلامية.

## وفيات

عبد اللطيف لفيلالي وفاة 2009

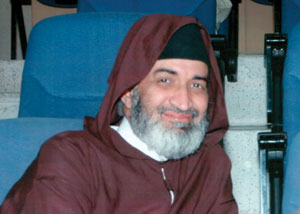
فريد الأنصاري وفاة 2009

عبد الهادي بوطالب وفاة 2009

- 5 يناير - كندورة الأشهب بطل مغربي في رياضة الدراجات.
- 7 يناير: عبد الرحمان المذكوري، العداء والرئيس الأسبق للجامعة الملكية المغربية لالعاب القوى.
- 20 مارس: عبد اللطيف الفيلالي، سياسي ودبلوماسي مغربي.
- 25 مارس: خليفة بختي لاعب كرة قدم 65 سنة.
- 3 أبريل: محمد بهلول نائب رئيس الجامعة الملكية المغربية لسباق الدراجات ء وأحد رموز هذه الرياضية عن سن يناهز 93 عاما.
- 20 أبريل: مأمون الطاهري (80 سنة) سياسي مغربي شغل منصب وزير المالية.
- 5 يونيو: عبد الرزاق مكوار الرئيس السابق لفريق الوداد البيضاوي لكرة القدم، عن سن تناهز 78 سنة.
- 7 سبتمبر: غيثة العوفير (77 سنة) عازفة مغربية تعتبر أول عازفة مغربية على آلة البيانو.
- 19 سبتمبر: إدريس جماد لاعب كرة القدم عن سن يناهز 86 سنة.
- 7 أكتوبر: عبد الله البوزيري المعروف بعبد الله الشاوي لاعب ومدرب 76 سنة
- 5 نوفمبر: فريد الأنصاري - عالم دين وأديب مغربي.
- 7 دسمبر: حميد لحبابي لاعب كرة قدم ومستشار القانوني للجامعة الملكية المغربية لكرة القدم 72 عاما.
- 9 دسمبر: عثمان جوريو، 93سنة، شاعر ورجل مقاومة مغربي.
- 16 دسمبر: امحمد سطالي الحكم الدولي السابق في كرة القدم 75 سنة.
- 16 دسمبر: عبد الهادي بوطالب، 86 سنة، كاتب وسياسي مغربي.